# Maria Magda Nogués Anguera
Maria Magda Nogués Anguera (Reus 9 de novembre de 1926 - 9 de maig de 2021) va ser una pintora catalana, coneguda artísticament amb el nom de Magda Nogués.
Era filla de Francesc Nogués Rebull, paleta, de Cornudella, i de Josepa Anguera Llorens, de Reus. Als vuit anys va patir l'escarlatina i va quedar completament sorda. Va anar a estudiar a l'Escola de Belles Arts de Barcelona, i va viatjar per diferents països, cosa no gaire habitual a la seva època, explica el seu fill, el periodista i escriptor Jordi Cervera Nogués. Va fer la seva primera exposició l'any 1952, a la sala Los Madrazos de Madrid, i dos anys després va exposar a Reus, al Centre de Lectura. També va exposar a les Galeries Pallarès, a Barcelona. A partir del 1955 van sovintejar les seves exposicions, a Reus, on va participar en mostres col·lectives, i així va presentar obra al Primer Saló de Nadal al Centre de Lectura de Reus, un Saló en què participen, entre d'altres, Ferré Revascall, Pere Calderó, Constantí Gavaldà, Sefa Ferré, Constantí Zamora; també fa exposicions individuals a Reus, a Madrid, a Barcelona i a Bilbao.
Va establir a Reus, al carrer de Monterols, una acadèmia de dibuix i de pintura, molt coneguda a la ciutat, per on van passar una gran quantitat d'alumnes. Cada any organitzava una exposició amb els millors treballs dels seus deixebles. La seva darrera exposició la va fer l'any 1981.